# شهرستان مورو (اوهایو)
شهرستان مورو، اوهایو (به انگلیسی: Morrow County, Ohio) یک سکونتگاه مسکونی در ایالات متحده آمریکا است که در اوهایو واقع شده‌است.